# 黄鎮廷
黄鎮廷（ウォン チュンティン、こう ちんてい、Wong Chun Ting、1991年9月7日-）は、香港の卓球選手。
グリップは中国式ペンホルダー、戦型はドライブ主戦型である。
TリーグはT.T彩たま、琉球アスティーダに所属歴あり。

## 主な戦績
2014年
- ITTFワールドツアーグランドファイナル 男子ダブルス 3位（唐鵬と)

2015年
- 第53回世界卓球選手権蘇州大会 混合ダブルス 3位（杜凱琹と）

2016年
- 男子ワールドカップ（ザールブリュッケン）男子シングルス 3位

2017年
- 第54回世界卓球選手権デュッセルドルフ大会 混合ダブルス 3位（杜凱琹と）
- ITTFワールドツアーグランドファイナル 男子ダブルス 準優勝（何鈞傑と)

2018年
- ITTFワールドツアーグランドファイナル 男子ダブルス 準優勝（何鈞傑と)、混合ダブルス 優勝（杜凱琹と）